# Sabejczycy (Lud Księgi)
Sabejczycy, arab صابئون – jeden z wymienionych w Koranie Ludów Księgi, którego identyfikacja pozostaje niejasna.
Koran wymienia sabejczyków trzy razy: 
1. W 2:62:
Zaprawdę, ci, którzy uwierzyli, ci, którzy wyznają judaizm, chrześcijanie i sabejczycy, i ci, którzy wierzą w Boga i w Dzień Ostatni i którzy czynią dobro, wszyscy otrzymają nagrodę u swego Pana; i nie odczują żadnego lęku, i nie będą zasmuceni! (przeł. Józef Bielawski).
2. W 5:69, który jest niemal identyczny z cytowanym powyżej ajatem, oraz w 22:17:
Zaprawdę, ci, którzy uwierzyli, jak i ci, którzy są wyznania żydowskiego, sabejczycy, chrześcijanie i zoroastryjczycy, oraz ci, którzy dodają współtowarzyszy - zaprawdę, Bóg uczyni rozróżnienie między nimi - zaprawdę, Bóg jest świadkiem każdej rzeczy! (przeł. Józef Bielawski)
Te ajaty implikują, że sabejczycy, tak samo jak muzułmanie, żydzi i chrześcijanie są potencjalnymi kandydatami do zbawienia i cieszą się statusem Ludzi Księgi. Nie mówią one jednak nic bliższego o wierzeniach sabejczyków oraz nie dają żadnej wskazówki kim właściwie byli. Ich tożsamość była problemem już dla pierwszych komentatorów Koranu, którzy przedstawili wiele sprzecznych ze sobą sugestii. Czasami mają one charakter całkowicie abstrakcyjny, jak w przypadku At-Tabariego, według którego „są oni pomiędzy Magami [tj. zaratusztrianami] a Żydami”. Kilku autorów wskazywało, że koraniczni sabejczycy to sekta żyjąca na bagnach południowego Iraku, przy czym szczegółowo opisał ich Ibn an-Nadim (zm. ok. 995). W roku 1856 rosyjski uczony Daniel Chwolsohn zidentyfikował wspólnotę opisaną przez Ibn an-Nadima z elkazaitami, których jednak błędnie utożsamił z mandejczykami, nazywanymi sabejczykami przez Arabów w późniejszym okresie. Koraniczne ṣābiʾūn jest rzeczownikiem odczasownikowym, utworzonym od semickiego rdzenia ṣ-b-ʿ, oznaczającego w pierwszej formie „farbować”, „kąpać”, „zanurzyć”, a w drugiej „chrzcić (przez zanurzenie)”. A zatem ṣābiʾūn, sabejczycy, byliby „chrzczącymi”, „chrzcicielami”. To znaczenie nazwy dobrze współgra z faktem, że zarówno w przypadku religii elkazaitów, jak i mandejczyków, ważną rolę odgrywał obrzęd chrztu. Ten rytuał miał jednak zasadnicze znaczenie także wśród innych wspólnot judeochrześcijanskich, takich jak ebionici i archontyci, które tym samym również muszą być brane pod uwagę przy rozważaniach nad tożsamością koranicznych sabejczyków.
Nazwy sabejczycy używała także pogańska grupa religijna czcicieli gwiazd z Harranu, jednak wśród muzułmańskich autorytetów religijnych przeważał pogląd, że przyjęli ją oni by zyskać status Ludzi Księgi i uniknąć muzułmańskich prześladowań. Także w tym przypadku najbardziej szczegółowy opis znajdujemy u Ibn an-Nadima, według którego w roku 830 kalif Al-Mamun (813 - 833) przedstawił Harrańczykom wybór pomiędzy nawróceniem się na islam lub którąkolwiek z religii chronionych a śmiercią, ci jednak uniknęli groźby oświadczając, że są koranicznymi sabejczykami, a zatem Ludźmi Księgi, a także monoteistami. W ich przypadku komentatorzy próbowali wywodzić słowo ṣābiʾūn od rdzenia ṣ-b-ʾ, rozumianego jako „kłonić się”, przed ciałami niebieskimi.
Chociaż identyfikacja grupy religijnej opisanej przez Ibn an-Nadima z elkazaitami nie jest współcześnie podważana, to jednak pozostaje wątpliwym, czy miał on rację przyjmując, że są oni sabejczykami wskazanymi w Koranie. Według François de Blois jest czymś bardzo mało prawdopodobnym by Arabowie czasów Mahometa posiadali jakąkolwiek wiedzę na temat odizolowanych grup religijnych Mezopotamii, takich jak elkazaici czy mandejczycy. Proponuje on odczytywanie nazwy ṣābiʾūn nie jako „chrzczący”, ale „nawróceni”, wiążąc go z rdzeniem ṣ-b-ʾ, rozumianym jako „zwrócić się ku czemuś”, tutaj w sensie nawrócenia na inną religię, i przyjmuje że można ją uznać za wczesny odpowiednik późniejszego arabskiego zindīq – „heretyk”, „niewierny”, używanego na oznaczenie manichejczyków. Jego zdaniem manichejczycy, którzy ze względu na rozpowszechnienie ich religii mogli znajdować się na Półwyspie Arabskim i posiadali pisma, są o wiele prawdopodobniejszym kandydatem na Lud Księgi wskazany w Koranie, niż wymienione powyżej grupy religijne o jedynie lokalnym znaczeniu. Słabością tego rozumowania jest fakt, że cała następująca po Mahomecie tradycja islamu miała jednoznacznie negatywny stosunek do manichejczyków, którzy nigdy nie byli uznawani za Lud Księgi i w związku z tym byli prześladowani. Nie istnieje żadne świadectwo przemawiające za tym, by w czasach Mahometa ten stosunek był inny. 